# Gerard Deulofeu
Artikeln följer den spanska namnseden; faderns efternamn är Deulofeu och moderns efternamn Lázaro.
Gerard Deulofeu Lázaro, född 13 mars 1994 i Riudarenes, Spanien, är en spansk fotbollsspelare.

## Klubbkarriär
Gerard Deulofeu gjorde sin seniordebut för FC Barcelona B den 2 mars 2011. Säsongen 2013/2014 var han utlånad till Everton. Säsongen 2014/2015 återvände han till Barcelonas A-lag, men lånades senare ut till Sevilla. I juni 2015 värvades Deulofeu av engelska Everton, där han skrev på ett treårskontrakt.
Den 14 juli 2017 återvände Deulofeu till Barcelona. I januari 2018 lånades han ut till Watford i Premier League för återstoden av säsongen. Den 11 juni meddelade FC Barcelona att man nått en överenskommelse med Watford FC om en permanent övergång till klubben, till en övergångssumma om 13 miljoner euro, plus ytterligare 4 miljoner i diverse tillägg. Dessutom kommer Barcelona att få en andel av övergångssumman vid en eventuell framtida försäljning.
Den 5 oktober 2020 lånades Deulofeu ut till italienska Udinese. Den 30 januari 2021 värvades Deulofeu av Udinese, där han skrev på ett 3,5-årskontrakt.

## Landslagskarriär
Deulofeu debuterade för Spaniens landslag den 30 maj 2014 i en 2–0-vinst över Bolivia.